# Raik Arnold
Raik Arnold (* 23. Mai 1964) ist ein ehemaliger deutscher Judoka, der 1992 Europameisterschaftsdritter war.

## Sportliche Karriere
Raik Arnold kämpfte im Superleichtgewicht, der Gewichtsklasse bis 60 Kilogramm. Er gehörte dem SC Dynamo Hoppegarten an und gewann bei DDR-Meisterschaften die Meistertitel 1986, 1987 und 1989. 1985 war er Zweiter hinter Klaus-Peter Stollberg und 1990 hinter Holk Silbersack. Arnold nahm an den Europameisterschaften 1989 und 1990 teil, blieb aber sieglos.
Nach der Wende wechselte Arnold zum MTV Ingolstadt. Bei den Europameisterschaften 1991 schied er in seinem ersten Kampf aus. 1992 gewann er den Deutschen Meistertitel gegen Richard Trautmann. Bei den Europameisterschaften 1992 in Paris verlor er seinen Auftaktkampf gegen den Iren Keith Gough. Mit zwei Siegen in der Hoffnungsrunde erreichte er den Kampf um Bronze, den er gegen den Briten Nigel Donohue gewann. Arnold blieb noch einige Jahre aktiv, 1995 wurde er noch einmal Zweiter der Deutschen Meisterschaften.